# Szent Liga (1511)
A Szent Liga (olaszul: Lega Santa) nevű katonai szövetséget 1511. október 1-jén kötötte meg az itáliai háborúkban hadat viselő államok egy csoportja. A Cambrai-i Ligából, melyet 1508-ban a Velencei Köztársaság ellen szerveztek, II. Gyula pápa 1510-ben kivált, és új szövetséget kovácsolt, melyben a pápai állam, a Svájci Államszövetség, az Aragóniai Királyság és a Velencei Köztársaság egyesítette erőit korábbi szövetségesük, XII. Lajos francia király ellen.
Később csatlakozott a ligához VIII. Henrik angol király és I. Miksa császár is. A szövetség célja az itáliai francia terjeszkedés megállítása, a franciák által az 1499-1500-as háborúban elfoglalt Milánói Hercegség felszabadítása.  (lásd Itáliai háborúk). 1511–16 között a liga változó összetételű csoportjai több háborút vívtak egymással, ezeket gyakran a Cambrai-i Liga háborúihoz sorolják. 1513-ban Velence átállt Franciaországhoz, 1516-ban a velencei–francia szövetség győztesként került ki a háborúból, egy évtizedre biztosítva a francia dominanciát Észak-Itáliában.

## Előzmények
1508. december 10-én II. Gyula pápa, XII. Lajos francia király, I. Miksa német-római császár, Katolikus Ferdinánd aragóniai király, I. Alfonz ferrarai herceg, III. Károly savoyai herceg és Francesco Gonzaga mantovai herceg megkötötték a Cambrai-i Liga nevű katonai-politikai szövetséget, amely a Velencei Köztársaság ellen irányult. Később csatlakozott II. Ulászló magyar király, VIII. Henrik angol király és a Svájci Államszövetség is. A szerződő felek megegyeztek Velence birtokainak felosztásáról. 1509-ben kitört a Cambrai-i Liga első háborúja. Kezdetben a liga csapatai sikereket értek el, de 1510-től Velence ügyes diplomáciai manőverek révén, kis területi engedmények árán egyenként kiegyezett a császárral, majd a pápával és Aragónia királyával is. A szerződő felek ellentmondó hatalmi igényei a cambrai-i liga széthullásához vezettek.

## A Szent Liga létrehozása
II. Gyula pápát, aki korábbi szövetségesének, a Ferrarai Hercegségnek területére is pályázott, erősen aggasztotta Franciaország megnövekedett ereje, ezért Franciaország ellen fordult. Előbb (1510-ben) Velencével szövetkezett, majd 1511. október 4-én új francia-ellenes katonai szövetséget hozott létre, a Szent Ligát (Lega Santa). A Velencei Köztársaság mellé bevonta a spanyol királyságokat (Aragónia királya egyben a Nápolyi Királyság és a Szicíliai Királyság uralkodója is volt). Ugyanezen a napon írták alá a csatlakozást a pápa szövetségese, II. Ulászló magyar és cseh király képviselői is, mivel az országot a cambrai-i ligához fűződő kötelmek a pápa pártváltásával megszűntek.
A Szent Ligához később csatlakozott VIII. Henrik angol király, aki első felesége, Aragóniai Katalin révén Katolikus Ferdinánd aragóniai király veje volt. 1511 novemberében VIII. Henrik, aki észak-franciaországi területek meghódítására készült, „egy füst alatt” külön katonai szövetséget is kötött Katolikus Ferdinánddal Franciaország ellen. Végül 1512 májusában csatlakozott a Habsburg-házi Miksa császár is, aki mindaddig névleg Franciaország szövetségese volt.
E szövetség XII. Lajos francia király terjeszkedő politikája és általában az itáliai francia jelenlét ellen irányult. Kitűzött célja a franciák Itáliából való teljes kiűzése, és a Milánói Hercegségben a Sforzák hatalmának visszaállítása volt. (Milánót a franciák még 1499–1500-ban foglalták el, eltávolítva a Sforzákat. Ludovico il Moro herceget elfogták és haláláig francia várbörtönben tartották).

## A Szent Liga háborúi és felbomlása
1511–12, a franciák kiűzése Milánóból és Itáliából
1510-ben váltakozó sikerrel folytak a harcok a pápai–velencei szövetség és XII. Lajos francia seregei között. 1511 közepére azonban már egész Romagna francia kézre került.
1512 áprilisában franciák megsemmisítő vereséget mértek a ligára a ravennai csatában, a harcban azonban elesett Gaston de Foix-Nemours francia főhadparancsnok, a király unokaöccse. A háború menete megfordult, a francia seregek dezorganizálódtak, nyár végére az Alpok mögé szorultak vissza, csak Genovát tudták megtartani. Őszre a liga helyreállította a Sforzák uralmát Milánóban és a Mediciekét Firenzében. A franciabarát Piero Soderinit erőszakkal távolították el Firenze éléről. A pápai állam megszerezte Bolognát, Parmát, Reggiót és Piacenzát.
1513 tavasza, velencei–francia szövetség
1513 februárjában II. Gyula pápa halálával a Szent Liga szétbomlott. Gyula utódja, a Medici-családból való X. Leó, saját családjának firenzei hatalmát veszélyben látva, felmondta II. Gyula Velence iránti elkötelezettségeit, és a franciák felé próbált orientálódni. Március 23-án Velence Franciaországgal szövetkezett, mert tervei összeütközésbe kerültek Miksa császár régi területi igényeivel. (Ez is oka volt a Medici-pápa döntésének, hogy kizárta Velencét a Szent Ligából). A velencei–francia szövetség Milánót bekerítéssel fenyegette. A liga többi tagja, a Habsburgok, a spanyolok, a milánói Sforzák és a svájci zsoldosok folytatták a háborút, VIII. Henrik Flandriában megtámadta Franciaországot. Június 13-án a novarai csatában a svájciak vereséget mértek XII. Lajos hadseregére, akik nem tudták visszaszerezni a Milánói Hercegséget.

## A liga bukása: pápai–francia szövetség
Két évvel később, 1515. szeptember 14-én azonban az új francia király, I. Ferenc a marignanói csatában leverte a liga oldalán harcoló svájciakat és elfoglalta Milánót. X. Leó pápa, aki már 1514-ben mindkét hadviselő féllel titkos szerződéseket kötött, most közvetítőként lépett fel, és a győztesek oldalára manőverezte magát. A maradék ligának a kegyelemdöfést az 1515 októberében Viterbóban létrejött pápai–francia megegyezés adta. Decemberben a pápa és a király személyesen is találkozott Bolognában. Ottani megegyezésüket 1516. augusztus 18-án a bolognai konkordátumban foglalták össze.
1516. májusban az új spanyol király I. Károly és I. Ferenc szintén béketárgyalásokat kezdtek a pikárdiai Noyon-ban, és augusztus 13-án megkötötték a noyoni békeszerződést, amelyben Károly elállt nagyapjának, Miksa császárnak támogatásától. Végül decemberben Brüsszelben Miksa császár és VIII. Henrik angol király is aláírták a noyoni szerződést, ezzel lezárultak a Cambrai-i Liga és a Szent Liga háborúi.
X. Leó és I. Ferenc szövetsége 1521. tavaszáig tartott, ezekben az években az itáliai katonai–politikai folyamatok döntő tényezője maradt.